# Dietmar Schwarz
Dietmar Schwarz (ur. 20 września 1947 w Berlinie) – niemiecki wioślarz reprezentujący NRD, brązowy medalista olimpijski.

## Kariera sportowa
Wystąpił na igrzyskach olimpijskich w Monachium w 1972, gdzie osada NRD w składzie: Hans-Joachim Borzym, Jörg Landvoigt, Harold Dimke, Manfred Schneider, Hartmut Schreiber, Manfred Schmorde, Bernd Landvoigt, Heinrich Mederow i Dietmar Schwarz (sternik) zdobyła brązowy medal. W finale o o 2,73 sekundy wyprzedziła ich osada Nowej Zelandii i o 0,06 sekundy osada USA. Był to jego jedyny start olimpijski.
Zdobył ponadto srebrny medal w ósemkach na mistrzostwach Europy w Kopenhadze (1971).